# Джексонвілл (Вермонт)
Джексонвілл (англ. Jacksonville) — селище (англ. village) в США, в окрузі Віндем штату Вермонт. Населення — 213 особи (2020).

## Географія
Джексонвілл розташований за координатами 42°47′38″ пн. ш. 72°48′58″ зх. д. / 42.79389° пн. ш. 72.81611° зх. д. (42.793923, -72.816132).  За даними Бюро перепису населення США в 2010 році селище мало площу 3,02 км², з яких 2,95 км² — суходіл та 0,07 км² — водойми.

## Демографія
Згідно з переписом 2010 року, у селищі мешкали 223 особи в 93 домогосподарствах у складі 61 родини. Густота населення становила 74 особи/км².  Було 118 помешкань (39/км²).
Расовий склад населення:
| - 96,9 % — білих - 0,9 % — корінних американців - 0,4 % — вихідців з тихоокеанських островів |

До двох чи більше рас належало 1,8 %. Частка іспаномовних становила 0,9 % від усіх жителів.
За віковим діапазоном населення розподілялося таким чином: 23,8 % — особи молодші 18 років, 65,4 % — особи у віці 18—64 років, 10,8 % — особи у віці 65 років та старші. Медіана віку мешканця становила 42,4 року. На 100 осіб жіночої статі у селищі припадало 106,5 чоловіків;  на 100 жінок у віці від 18 років та старших — 107,3 чоловіків також старших 18 років.
Середній дохід на одне домашнє господарство  становив 54 863 долари США (медіана — 48 250), а середній дохід на одну сім'ю — 59 527 доларів (медіана — 48 375). Медіана доходів становила 24 375 доларів для чоловіків та 27 375 доларів для жінок. За межею бідності перебувало 14,5 % осіб, у тому числі 41,2 % дітей у віці до 18 років та 0,0 % осіб у віці 65 років та старших.
Цивільне працевлаштоване населення становило 143 особи. Основні галузі зайнятості: освіта, охорона здоров'я та соціальна допомога — 32,2 %, будівництво — 18,2 %, виробництво — 16,1 %.